# Primnoidae
Primnoidae Milne Edwards, 1857 è una famiglia di octocoralli dell'ordine Alcyonacea.

## Descrizione
Primnoidae comprende oltre 200 specie di gorgonie con un asse altamente calcificato e polipi non retrattili che sono pesantemente corazzati con squame calcaree.
Queste specie si trovano spesso in associazione con gli Isididae. Le colonie hanno generalmente una forma frondosa con ramificazioni uniplanari, penniformi oppure a cespuglio. Hanno dimensioni che vanno da qualche centimetro fino ad un metro di altezza, con una larghezza che arriva a 30–40 cm. Sono diffuse soprattutto nella acque profonde di tutti i mari del mondo. Nel Mediterraneo la specie più diffusa è la Callogorgia verticillata, detta anche "palma di mare".

## Tassonomia
La famiglia è composta dai seguenti generi:
- Abyssoprimnoa Cairns, 2015
- Acanthoprimnoa Cairns & Bayer, 2004
- Aglaoprimnoa Bayer, 1996
- Ainigmaptilon Dean, 1926
- Armadillogorgia Bayer, 1980
- Arntzia López-González, Gili & Orejas, 2002
- Arthrogorgia Kükenthal, 1908
- Australogorgia Cairns & Bayer, 2009
- Callogorgia Gray, 1858
- Callozostron Wright, 1885
- Calyptrophora Gray, 1866
- Candidella Bayer, 1954
- Convexella Bayer, 1996
- Dasystenella Versluys, 1906
- Dicholaphis Kinoshita, 1907
- Fannyella  Gray, 1872
- Faxiella Zapata-Guardiola & López-González
- Helicoprimnoa Lamouroux, 1816
- Heptaprimnoa Cairns, 2012
- Macroprimnoa Cairns, 2018
- Metafannyella Cairns & Bayer, 2009
- Metanarella Cairns, 2012
- Microprimnoa Bayer & Stefani, 1989
- Mirostenella Bayer, 1988
- Narella Gray, 1870
- Narelloides Cairns, 2012
- Onogorgia Cairns & Bayer, 2009
- Ophidiogorgia  Bayer, 1980
- Paracalyptrophora Kinoshita, 1908
- Paranarella  Cairns, 2007
- Parastenella Versluys, 1906
- Perissogorgia Bayer & Stefani, 1989
- Plumarella Gray, 1870
- Primnoa Lamouroux, 1812
- Primnocapsa Zapata-Guardiola & López-González, 2012
- Primnoeides Studer & Wright, 1887
- Primnoella Gray, 1858
- Pseudoplumarella Kükenthal, 1915
- Pterostenella  Versluys, 1906
- Pyrogorgia Cairns & Bayer, 2009
- Scopaegorgia Zapata-Guardiola & Lopez-González, 2010
- Tauroprimnoa Zapata-Guardiola & Lopez-González, 2010
- Thouarella Gray, 1870
- Tokoprymno Bayer, 1996
- Verticillata Zapata-Guardiola, López-González & Gili, 2012